# Zgornje Stranje
Zgornje Stranje – wieś w Słowenii, w gminie Kamnik. W 2018 roku liczyła 406 mieszkańców.